# Ilisha amazonica
Ilisha amazonica är en fiskart som först beskrevs av Miranda Ribeiro 1920.  Ilisha amazonica ingår i släktet Ilisha och familjen Pristigasteridae. IUCN kategoriserar arten globalt som livskraftig. Inga underarter finns listade i Catalogue of Life.